# 拉斯海瑪國際機場
拉斯海瑪國際機場（英語：Ras Al Khaimah International Airport）是一座位於阿拉伯联合酋长国拉斯海玛的機場，設有兩座客運大樓和貨運大樓，以及飛機維修和航空訓練設施。，

## 歷史

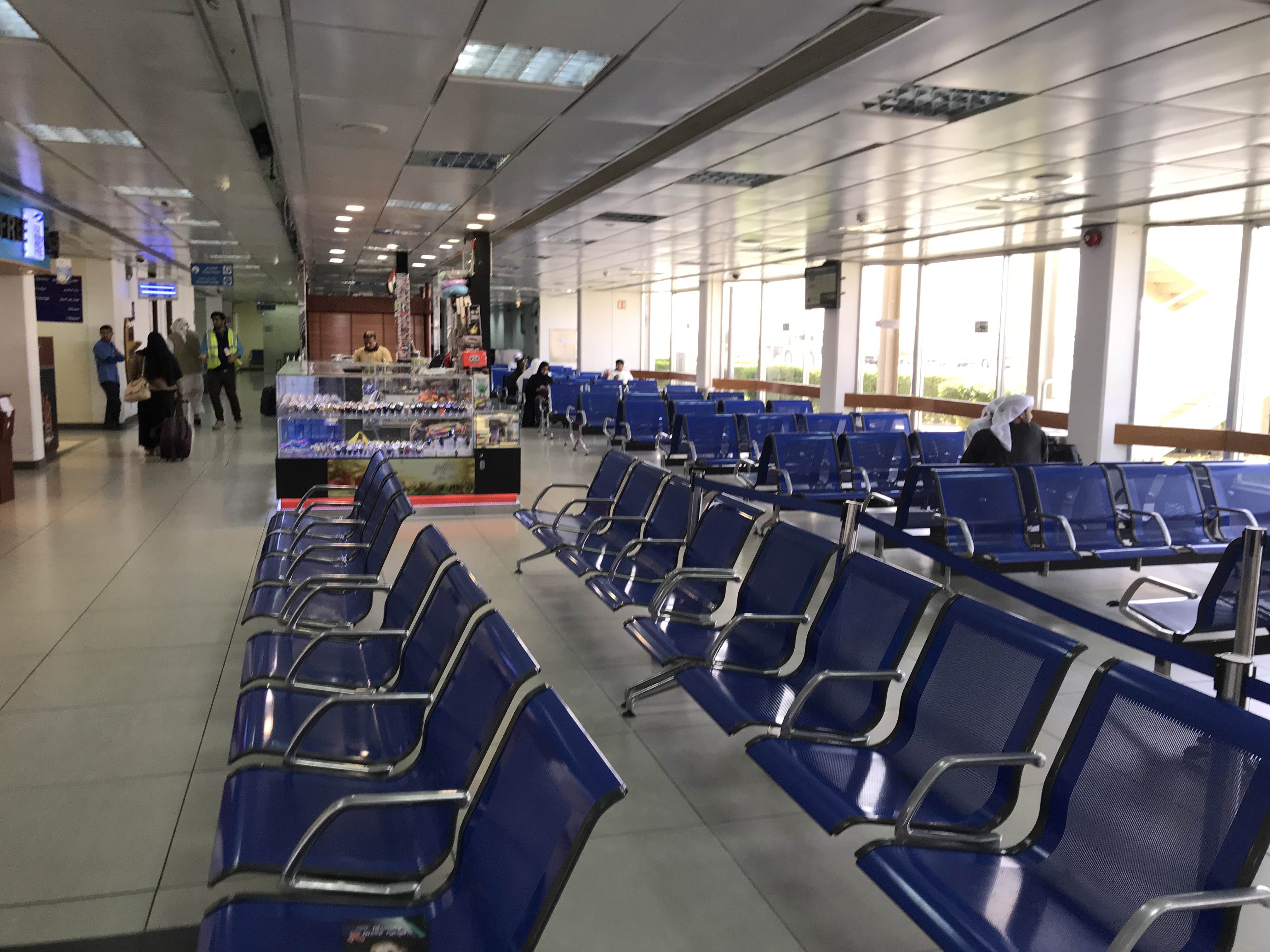
客運大樓內部

機場在1976年由拉斯海瑪統治者薩克爾·本·穆罕默德·卡西米主持下啟用。2007年，RAK航空以這機場為基地正式營運，但在2008至2010年間因全球經濟危機而一度停業，之後在新的管理層和新的商標下重新營運，但航空公司最終在2014年1月1日正式結業。
2014年，阿拉伯航空開始營運這機場來往巴基斯坦、埃及、沙特阿拉伯和孟加拉的航班，接手了RAK航空退出的航線。阿拉伯航空把拉斯海瑪國際機場規劃為營運基地，為期至少10年，並在將來視情況延長。

## 航空公司和目的地

### 客運
| 航空公司     | 目的地                                                                        |
| ------------ | ----------------------------------------------------------------------------- |
| 阿拉伯航空   | 開羅、伊斯蘭瑪巴德、吉達、科泽科德、拉合爾、莫斯科-多莫杰多沃、白沙瓦、塔什干 |
| 印度快運航空 | 肯努爾、科泽科德、勒克瑙                                                      |
| 靛蓝航空     | 海得拉巴、科钦、孟買                                                          |
| 烏拉爾航空   | 季節性： 莫斯科-多莫杰多沃                                                    |

### 貨運
| 航空公司 | 目的地         |
| -------- | -------------- |
| 靛蓝航空 | 科泽科德、孟買 |

## 意外
- 1998年7月，一架烏克蘭伊尔-76貨機（註冊號UR-76424）滿載貨物，起飛後爬到約180（590英尺）時，飛行員收到GPWS警報後下降直墮海上，事發時間位起飛4分鐘後，離海岸4.5（2.8英里）。機上8名組員無人生還[17][18]。

## 外部連結
维基共享资源上的相關多媒體資源：拉斯海瑪國際機場
- 官方網站